# Guinea-Bissau ved sommer-OL 2012
Guinea-Bissau deltog ved Sommer-OL 2012 i London som blev arrangeret i perioden 27. juli til 12. august 2012.

## Medaljer
| De olympiske ringer | Guld | Sølv | Bronze | Totalt |
| ------------------- | ---- | ---- | ------ | ------ |
| Guinea-Bissau       | 0    | 0    | 0      | 0      |